# Стадион Ато Болдон
Стадион Ато Болдон (енгл. Ato Boldon Stadium) је атлетски и фудбалски стадион који се налази у Балмаину, Кува, Тринидад и Тобаго. Тренутно је домаћи терен за ФК Централ и ФК Сандо.

## Историја
Стадион је изграђен за ФИФА У-17 Светско првенство 2001. године чији је домаћин био Тринидад и Тобаго, стадион је био домаћин четири од шест мечева Групе Ц. Стадион је именован по осмоструком освајачу медаља на Олимпијским играма и Светском првенству и Светском шампиону на 200 метара, спринтеру Ату Болдону 1997. године.
Такође је коришћен за Светско првенство у фудбалу У-17 за жене 2010. године, на коме је био домаћин једне утакмице из Групе А, једне из Групе Б, четири утакмице Групе Ц, једног четвртфинала и оба полуфинала.
Стадион је био домаћин квалификационе утакмице за Светско првенство 10. октобра 2017. године у којој је Тринидад и Тобаго победио САД са 2 : 1. Овај резултат заједно са резултатом Панаме која је победила Костарику са 2 : 1 и Хондурасом који је победио Мексико са 3 : 2 послао је Панаму на Светско првенство док је истовремено елиминисао САД из квалификација. Пре меча, Сједињене Државе су се жалиле на неадекватне услове након што је стаза која је делила терен од трибина била поплављена, што је приморало играче да се буду ношени до терана.